# USS Roanoke (CL-114)
USS Roanoke (CL-114) – niezrealizowany projekt amerykańskiego lekkiego krążownika typu Fargo. Nazwa pochodzi od miasta Roanoke i rzeki Roanoke.

## Historia
Okręt miał być zbudowany w stoczni New York Shipbuilding Corporation w Camden, ale w związku z postępem walk w czasie II wojny światowej, kontrakt na budowę okrętu został anulowany 5 października 1944 przed rozpoczęciem budowy.